# Ixora macrocotyla
Ixora macrocotyla är en måreväxtart som beskrevs av Cornelis Eliza Bertus Bremekamp. Ixora macrocotyla ingår i släktet Ixora och familjen måreväxter. Inga underarter finns listade i Catalogue of Life.